# Clara Siebert

Clara Siebert

Clara Siebert, geb. Ritter, (* 2. August 1873 in Schliengen; † 23. März 1963 in Konstanz) war eine deutsche Politikerin (Zentrum).

## Leben und Wirken
Clara Siebert wurde als Tochter eines Bezirksarztes geboren. Sie besuchte die Volksschule und später eine Töchterschule in Basel sowie das kirchliche Lehrinstitut „Unsere Liebe Frau“ in Offenburg. 1895 legte sie am Lehrerinnenseminar in Basel ihr Examen als Sprachlehrerin für Deutsch und Fremdsprachen ab. 1897 heiratete sie. Aus der Ehe mit Albert Siebert, zuletzt Oberregierungsrat beim Verwaltungshof im Innenministerium, ging ein Sohn hervor, der Archivar Hans-Dietrich Siebert.
1907 beteiligte Siebert sich an der Gründung des katholischen Frauenbundes, dessen zweite Vorsitzende sie bis 1919 war. Des Weiteren war Siebert Vorsitzende des Badischen Landesausschusses des Frauenbundes. Von 1911 bis 1918 war Siebert Mitglied der städtischen Krankenhauskommission in Karlsruhe. Außerdem war sie Mitglied des Diözesanvorstandes der Christlichen Müttervereine.
Während des Ersten Weltkriegs war Siebert von 1914 bis 1917 in einem Lazarett tätig. Von 1917 bis 1919 war sie zwei Jahre lang als Referentin für Fürsorgeeinrichtungen beim Kriegsamt des XIV. Armeekorps in Karlsruhe beschäftigt. Im Krieg wurde Siebert mit dem Badischen Kriegshilfekreuz (1916), dem Preußischen Roten Kreuzmedaille III. Klasse (1917) und dem Preußischen Kriegsverdienstkreuz (1918) ausgezeichnet.
1919 wurde sie für die katholische Zentrumspartei Mitglied des Landtages von Baden, dem sie bis 1933 angehörte. Im Badischen Landtag war Siebert zeitweise Mitglied des Vorstandes der Zentrumsfraktion. Politisch setzte die tiefreligiöse Siebert, die Politik als „angewandte Theologie“ definierte, sich vor allem für die Interessen des Katholizismus ein. 1924 wurde sie dafür von Papst Pius XI. mit dem Päpstlichen Ehrenkreuz Pro Ecclesia et Pontifice ausgezeichnet.
Im Juli 1932 wurde Siebert als Kandidatin ihrer Partei für den Wahlkreis 32 (Baden) in den Reichstag gewählt, dem sie zunächst bis zum November 1932 angehörte. Bei der Reichstagswahl vom November verlor Siebert ihr Mandat vorübergehend, konnte aber bereits bei der Wahl vom März 1933 wieder für ihren alten Wahlkreis ins Parlament zurückkehren.
Im März 1933 stimmte Siebert nach langen Kämpfen und Diskussionen in der Zentrumsfraktion für das von der NS-Regierung unter Gewaltandrohungen eingebrachte Ermächtigungsgesetz, das zusammen mit der Reichstagsbrandverordnung vom Februar 1933 die Grundlage für die Errichtung der nationalsozialistischen Diktatur bilden sollte. Im November 1933 schied sie schließlich aus dem Reichstag aus und zog sich ins Privatleben zurück. Im Juli 1944 wurde Siebert eine Woche in Haft genommen.
Heute erinnert eine kleine Gedenkstätte auf dem Friedhof der Gemeinde St. Elisabeth bei Karlsruhe, an deren Gründung sie sich beteiligt hatte, an Sieberts Leben. Seit 2000 erinnert ein Straßenname in Karlsruhe an Clara Siebert.

## Schriften
- Marie Ellenrieder 1916.
- Frau und Volk, 1929.
- Heilige Zeit der Kindheit, 1930.